# Camptomyia ribiformis
Camptomyia ribiformis är en tvåvingeart som beskrevs av Jaiswal 1991. Camptomyia ribiformis ingår i släktet Camptomyia och familjen gallmyggor. Inga underarter finns listade i Catalogue of Life.